# Dragan Bogavac
Dragan Bogavac (in serbo Драган Богавац?; Bijelo Polje, 7 aprile 1980) è un ex calciatore montenegrino, di ruolo attaccante.

## Carriera

### Club
Debutta da professionista nel 1996 nel Brskovo Mojkovac, squadra di terza serie, prima di suscitare l'interesse del Rudar Pljevlja, che guida, con 20 gol segnati, verso il traguardo della promozione nella massima divisione calcistica del suo Paese.
A metà della stagione 2001-2002 viene ingaggiato dalla Stella Rossa, dove non riesce a mettersi particolarmente in mostra, ma con cui vince un campionato di Serbia e Montenegro, una Coppa di Jugoslavia e una Coppa di Serbia e Montenegro.
Nel 2005 si trasferisce in Germania, in Zweite Bundesliga al Wacker Burghausen dove rimane per due stagioni. Viene ingaggiato quindi dal TuS Coblenza, ma nel gennaio 2008 viene ceduto al Paderborn. Nel mercato estivo viene acquistato dal Magonza.

## Palmarès

### Club

#### Competizioni nazionali
- Campionati di Serbia e Montenegro: 1

2003-2004
- Coppe di Jugoslavia: 1

2002
- Coppe di Serbia e Montenegro: 1

2004
- Supercoppa del Kazakistan: 1

Astana: 2011